# 1. Lig 2014-2015
La 1. Lig 2014-2015 è la 10ª edizione del campionato di football americano di primo livello, organizzato dalla TBSF.

## Squadre partecipanti
| Club                | Città     | Stadio | Sponsor ufficiale | Risultato nella stagione 2013-2014 |
| ------------------- | --------- | ------ | ----------------- | ---------------------------------- |
| Anadolu Rangers     | Eskişehir |        |                   |                                    |
| Boğaziçi Sultans    | Istanbul  |        |                   |                                    |
| Ege Dolphins        | Smirne    |        |                   |                                    |
| Gazi Warriors       | Ankara    |        |                   |                                    |
| Hacettepe Red Deers | Ankara    |        |                   |                                    |
| ITÜ Hornets         | Istanbul  |        |                   |                                    |
| Koç Rams            | Istanbul  |        |                   |                                    |
| ODTÜ Falcons        | Ankara    |        |                   |                                    |

## Stagione regolare

### Calendario

#### 1ª giornata
| 15 novembre 2014 | Ege Dolphins | 0 – 25 | Gazi Warriors |  |

| 15 novembre 2014 | Koç Rams | 24 – 2 | Anadolu Rangers |  |

| 15 novembre 2014 | Hacettepe Red Deers | 0 – 6 | ODTÜ Falcons |  |

| 16 novembre 2014 | Boğaziçi Sultans | 18 – 12 | ITÜ Hornets |  |

#### 2ª giornata
| 29 novembre 2014 | Koç Rams | 33 – 6 | Hacettepe Red Deers |  |

| 29 novembre 2014 | Anadolu Rangers | 25 – 0 | Ege Dolphins |  |

| 30 novembre 2014 | Gazi Warriors | 0 – 46 | Boğaziçi Sultans |  |

| 30 novembre 2014 | ITÜ Hornets | 24 – 0 | ODTÜ Falcons |  |

#### 3ª giornata
| 13 dicembre 2014 | Boğaziçi Sultans | 25 – 0 | Ege Dolphins |  |

| 13 dicembre 2014 | Gazi Warriors | 20 – 39 | ITÜ Hornets |  |

| 13 dicembre 2014 | Anadolu Rangers | 32 – 0 | Hacettepe Red Deers |  |

| 14 dicembre 2014 | ODTÜ Falcons | 10 – 29 | Koç Rams |  |

#### 4ª giornata
| 27 dicembre 2014 | ITÜ Hornets | 46 – 12 | Anadolu Rangers |  |

| 27 dicembre 2014 | ODTÜ Falcons | 28 – 21 | Boğaziçi Sultans |  |

| 27 dicembre 2014 | Ege Dolphins | 0 – 25 | Koç Rams |  |

| 28 dicembre 2014 | Gazi Warriors | 7 – 0 | Hacettepe Red Deers |  |

#### 5ª giornata
| 28 marzo 2015 | Koç Rams | 30 – 6 | Gazi Warriors |  |

| 28 marzo 2015 | Ege Dolphins | 0 – 25 | ITÜ Hornets |  |

| 29 marzo 2015 | Boğaziçi Sultans | 47 – 0 | Hacettepe Red Deers |  |

| 29 marzo 2015 | ODTÜ Falcons | 0 – 8 | Anadolu Rangers |  |

#### 6ª giornata
| 11 aprile 2015 | Gazi Warriors | 30 – 16 | Anadolu Rangers |  |

| 11 aprile 2015 | Hacettepe Red Deers | 0 – 25 | ITÜ Hornets |  |

| 11 aprile 2015 | Koç Rams | 20 – 7 | Boğaziçi Sultans |  |

| 11 aprile 2015 | Ege Dolphins | 0 – 25 | ODTÜ Falcons |  |

#### 7ª giornata
| 9 maggio 2015 | Hacettepe Red Deers | 25 – 0 | Ege Dolphins |  |

| 9 maggio 2015 | ITÜ Hornets | 7 – 27 | Koç Rams |  |

| 9 maggio 2015 | ODTÜ Falcons | 17 – 0 | Gazi Warriors |  |

| 9 maggio 2015 | Anadolu Rangers | 12 – 46 | Boğaziçi Sultans |  |

### Classifica
Le classifiche della regular season sono le seguenti:
- PCT = percentuale di vittorie, G = partite giocate, V = partite vinte,  P = partite perse, PF = punti fatti, PS = punti subiti

| Pos. | Squadra             | PCT   | G | V | N | P | PF  | PS  |
| ---- | ------------------- | ----- | - | - | - | - | --- | --- |
| 1    | Koç Rams            | 1.000 | 7 | 7 | 0 | 0 | 188 | 38  |
| 2    | Boğaziçi Sultans    | .714  | 7 | 5 | 0 | 2 | 210 | 72  |
| 3    | ITÜ Hornets         | .714  | 7 | 5 | 0 | 2 | 178 | 77  |
| 4    | ODTÜ Falcons        | .571  | 7 | 4 | 0 | 3 | 86  | 82  |
| 5    | Gazi Warriors       | .429  | 7 | 3 | 0 | 4 | 88  | 148 |
| 6    | Anadolu Rangers     | .429  | 7 | 3 | 0 | 4 | 107 | 146 |
| 7    | Hacettepe Red Deers | .143  | 7 | 1 | 0 | 6 | 31  | 150 |
| 8    | Ege Dolphins        | .000  | 7 | 0 | 0 | 7 | 0   | 175 |

## X Final
| 31 maggio 2015 | Koç Rams | 7 – 10 | Boğaziçi Sultans |  |

## Verdetti
- Boğaziçi Sultans Campioni della Turchia 2014-2015